# Gruithuisen (Mondkrater)
Gruithuisen ist ein Einschlagkrater auf der Mondvorderseite.

## Beschreibung
Gruithuisen ist ein relativ kleiner Einschlagkrater im Nordwesten der Mondvorderseite, in der Ebene zwischen Oceanus Procellarum und Mare Imbrium.
Nördlich von Gruithuisen befinden sich an einer Ausbuchtung des Oceanus Procellarum die Berge Mons Gruithuisen Gamma und Mons Gruithuisen Delta.

## Nebenkrater
| Buchstabe | Position           | Durchmesser | Link |
| --------- | ------------------ | ----------- | ---- |
| B         | 35,64° N, 38,77° W | 10 km       |      |
| E         | 37,38° N, 44,4° W  | 8 km        |      |
| F         | 36,25° N, 38° W    | 4 km        |      |
| G         | 36,59° N, 44,02° W | 6 km        |      |
| H         | 33,3° N, 38,48° W  | 6 km        |      |
| K         | 35,39° N, 42,75° W | 6 km        |      |
| M         | 36,94° N, 43,16° W | 9 km        |      |
| P         | 37,17° N, 40,59° W | 8 km        |      |
| R         | 37,14° N, 45,33° W | 7 km        |      |
| S         | 37,47° N, 45,67° W | 7 km        |      |

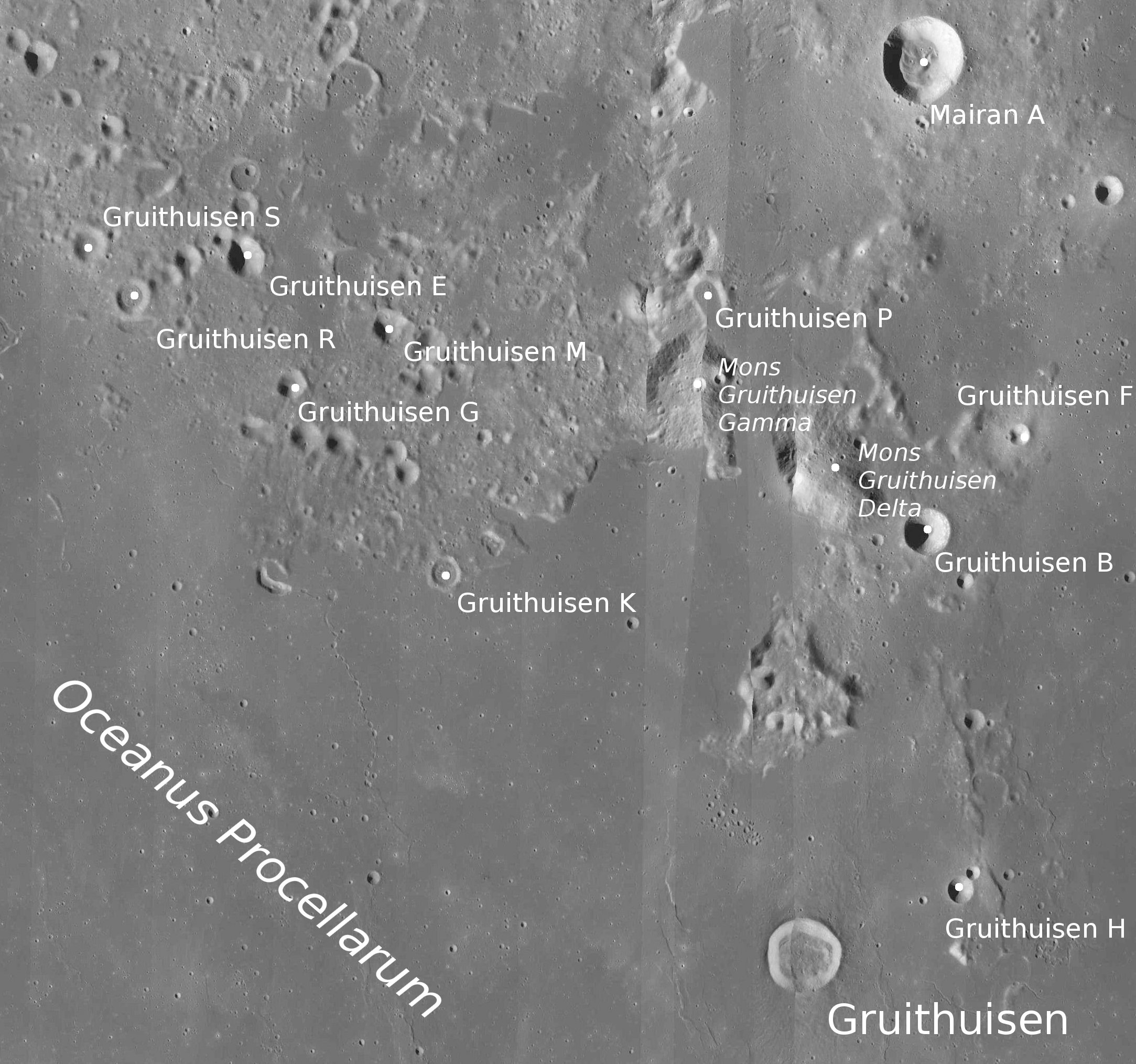
Gruithuisen mit Nebenkratern (LROC-WAC)

Der Krater wurde 1935 von der Internationalen Astronomischen Union offiziell nach dem deutschen Astronomen Franz von Paula Gruithuisen benannt.